# Miljevići (Gradiška)
Miljevići (en serbio: Миљевићи) es una aldea de la municipalidad de Gradiška, Republika Srpska, Bosnia y Herzegovina.

## Población
| Composición de la Población - Aldea de Miljevići | Composición de la Población - Aldea de Miljevići | Composición de la Población - Aldea de Miljevići | Composición de la Población - Aldea de Miljevići | Composición de la Población - Aldea de Miljevići |
| ------------------------------------------------ | ------------------------------------------------ | ------------------------------------------------ | ------------------------------------------------ | ------------------------------------------------ |
|                                                  | 2013                                             | 1991                                             | 1981                                             | 1971                                             |
| Total                                            | 196                                              | 237 (100%)                                       | 304 (100%)                                       | 332 (100%)                                       |
| Varones                                          | 103                                              | -                                                | -                                                | -                                                |
| Mujeres                                          | 93                                               | -                                                | -                                                | -                                                |
| Serbios                                          | 193                                              | 226 (95,36%)                                     | 302 (99,34%)                                     | 326 (98,19%)                                     |
| Croatas                                          | 1                                                | 2 (0,84%)                                        |                                                  |                                                  |
| Bosniacos                                        | -                                                | -                                                | -                                                | -                                                |
| Eslovenos                                        | -                                                | -                                                | -                                                | -                                                |
| Musulmanes                                       | -                                                | -                                                | -                                                | -                                                |
| Montenegrinos                                    | -                                                | -                                                | -                                                | 3 (0,9%)                                         |
| Macedonios                                       | -                                                | -                                                | -                                                | -                                                |
| Gitanos                                          | -                                                | -                                                | -                                                | -                                                |
| Albaneses                                        | -                                                | -                                                | -                                                | -                                                |
| Ukranianos                                       | -                                                | -                                                | -                                                | -                                                |
| Yugoslavos                                       | 2                                                | 4 (1,69%)                                        | 2 (0,66%)                                        | 1 (0,3%)                                         |
| Otros                                            | -                                                | 5 (2,11%)                                        | –                                                | 2 (0,6%)                                         |
| Sin declarar                                     | -                                                | -                                                | -                                                | -                                                |
| Desconocidos                                     | -                                                | -                                                | -                                                |                                                  |